# Cloud9 IDE
Cloud9 IDE是一个在线集成开发环境，从2.0版到3.0版都是以开放性源代码的形式发布的。它支持多种编程语言，主要包括C, c++， PHP, Ruby, Perl, Python, JavaScript 在 Node.js,和Go两种平台上的应用。
它几乎是用JavaScript编写成的，并使用Node.js作为后台伺服器。编辑器组件使用Ace(editor)。
Cloud9于2016年7月被亚马逊收购。截至2018年3月，在Cloud9原有网站上注册的账户有的还在使用，但新注册的账户可能不会通过审核，这是因为Cloud9现在是亚马逊网络服务器(AWS)的一部分，因此，新用户必须拥有一个AWS的帐户才能使用Cloud9的服务。

## 特性
- 内置终端，有npm和基本Unix命令
- 代码片段和标识符的自动补全
- 用于同步编辑多个游标
- JavaScript语言的实时分析(标记常见的JavaScript缺陷)
- JavaScript变量/函数的名称重构
- 圆括号、括号和引号字符的特征匹配
- 行号、警告和错误在程序行中的提醒
- 调试器
- 标签文件管理
- 主题
- 自定义键绑定更改，更改包括Vim、Emacs和Sublime中的默认配置
- 内建图像编辑器
- 通过JSBeautify和CSSLint重新格式化代码
- 能够拖放文件到文本中
- 支持以下代码库:
  - github
  - bitbucket
  - Mercurial存储库
  - Git存储库
  - FTP服务器
- 支持的代码部署位置:
  - Heroku
  - Joyent
  - Microsoft Azure[3]
  - Google应用服务引擎[4]
  - SFTP / FTP[5]
- 支持公共或私人项目
- 插件支持
- 以下语言的语法加亮:C#、C/ C++、Clojure、CoffeeScript、ColdFusion、CSS、Apache Groovy、Java、JavaScript、LaTeX、Lua、Markdown、OCaml、PHP、Perl、PowerShell、Python、Ruby、Scala、SCSS、SQL、Textile、X(HTML)、XML

## 关于
Cloud9 IDE成立于2010年，总部位于美国旧金山和荷兰阿姆斯特丹，是一家私营公司。Cloud9 IDE的首轮550万美元融资是从Accel Partners和软件开发公司Atlassian software中获得的。
2016年7月14日，Cloud9宣布被亚马逊收购。

## 使用
Cloud9是BeagleBone Black单板计算机上的IDE本机，它主要是被用来在node.js上完成初步编程拓展，完成后的编程名叫Bonescript。

## 另请参阅
- SourceLair
- Koding
- Codeanywhere
- PaizaCloud Cloud IDE

## 笔记
1. 1 2  .   [2016-07-22]. （原始内容存档于2016-07-22）.
2. ↑  .   [2019-01-12]. （原始内容存档于2019-04-02）.
3. ↑  Windows Azure on Cloud9 （页面存档备份，存于）. C9.io. Retrieved on 2014-05-29.
4. ↑  Deploy to Google App Engine with Cloud9 and git （页面存档备份，存于）. C9.io (2013-07-22). Retrieved on 2014-05-29.
5. ↑  Deploy to (S)FTP （页面存档备份，存于）. C9.io. Retrieved on 2014-05-29.
6. ↑  Development As A Service Platform Cloud9 Raises $5.5M From Accel And Atlassian Software （页面存档备份，存于）. TechCrunch (2011-06-21). Retrieved on 2014-05-29.